# Margaret Mylne
Margaret Mylne (Edimburgo, 2 de dezembro de 1806 — Escócia, 15 de janeirode 1892) foi uma sufragista e escritora escocesa.